# Agent très spécial 44
Pour plus de détails, voir Fiche technique et Distribution.
Agent très spécial 44 ou Calibre 44, agent très spécial (Mark colpisce ancora) est un film italien réalisé par Stelvio Massi, sorti en 1976, avec Franco Gasparri, John Saxon, John Steiner et Marcella Michelangeli dans les rôles principaux.

## Synopsis
L'agent Mark Patti (Franco Gasparri) infiltre un réseau terroriste afin de découvrir l'identité de son chef et leurs projets. Sa mission le mène à travers l'Italie puis l'Autriche, de la ville de Rome à la ville de Vienne, et ce en compagnie de son fidèle .44 Magnum dont il fait régulièrement usage.

## Fiche technique
- Titre : Agent très spécial 44 ou Calibre 44, agent très spécial
- Titre original : Mark colpisce ancora
- Réalisation : Stelvio Massi
- Scénario : Lucio De Caro et Dardano Sacchetti
- Photographie : Mario Vulpiani
- Montage : Mauro Bonanni (it)
- Musique : Stelvio Cipriani
- Décors : Carlo Leva
- Société(s) de production : Produzioni Atlas Consorziate
- Pays d'origine :  Italie
- Langue : Italien
- Format : Couleur
- Genre : Néo-polar italien
- Durée : 95 minutes
- Dates de sortie :  Italie : 20 octobre 1976

## Distribution
- Franco Gasparri : l'agent Mark Patti
- John Saxon : l'inspecteur Altman
- John Steiner : Paul Henkel
- Marcella Michelangeli : Olga Kuber
- Giampiero Albertini : le commissaire Mantelli
- Paul Müller : l'inspecteur autrichien
- Malisa Longo : Isa
- Andrea Aureli : Pappadato, l'inspecteur de la brigade anti-terrorisme
- Massimo Mirani (it)

## Autour du film
- Il s'agit de la troisième et dernière collaboration entre le réalisateur Stelvio Massi et l'acteur Franco Gasparri, après Un flic voit rouge (Mark il poliziotto) et Marc la gâchette (Mark il poliziotto spara per primo). Néanmoins, malgré son titre, ce film n'est pas une suite des deux films précédents.
- Le film a été tourné en Italie, notamment dans les villes de Milan, Corsico, Vigevano et Rome, ainsi qu'en Autriche dans la ville de Vienne avec le château de Schönbrunn comme décor.

## Sources
- (en) Roberto Curti, Italian Crime Filmography, 1968-1980, Jefferson, McFarland, 2013, 330 p. (ISBN 978-0-7864-6976-5, lire en ligne).
- (it) Fulvio Fulvi, Poliziotti senza paura: Stelvio Massi e il cinema d'azione, Plombino, Associazione Culturale Il Foglio, 2010 (ISBN 9788876062780).